# Шосе Тиранкур
Шосе Тиранкур (фр. Chaussée-Tirancourt) насеље је и општина у североисточној Француској у региону Пикардија, у департману Сома која припада префектури Амјен.
По подацима из 2011. године у општини је живело 660 становника, а густина насељености је износила 52,72 становника/km². Општина се простире на површини од 12,52 km². Налази се на средњој надморској висини од 17 метара (максималној 97 m, а минималној 12 m).

## Демографија
| 1962. | 1968. | 1975. | 1982. | 1990. | 1999. | 2011. |
| ----- | ----- | ----- | ----- | ----- | ----- | ----- |
| 397   | 480   | 581   | 645   | 673   | 687   | 660   |

График промене броја становника у току последњих година